# Wojna francusko-pruska
Wojna francusko-pruska – wojna między mocarstwami II Cesarstwem Francuskim a Królestwem Prus, wspieranym przez inne kraje niemieckie, trwająca od 19 lipca 1870 do 10 maja 1871.
Prusy dążyły do zakończenia zjednoczenia Niemiec pod swoim przewodnictwem, co starała się uniemożliwić Francja. Francuski cesarz Napoleon III Bonaparte zamierzał wzmocnić osłabiony prestiż Cesarstwa Francuskiego, jednak w momencie wybuchu wojny Francja miała najgorsze możliwe warunki do jej prowadzenia. Była izolowana politycznie, a przede wszystkim nie była przygotowana do prowadzenia działań wojennych. Wojsko francuskie było źle dowodzone, gorzej uzbrojone oraz brakowało mu planów strategicznych. Naprzeciw oddziałom francuskim stanęła nowoczesna armia niemiecka, w dodatku świetnie wyszkolona i mobilna.
Do wojny doprowadziła kumulacja kilku czynników: ambicje osobiste, zaborcza polityka, nadmiar pewności siebie i brak poczucia rzeczywistości. Napoleon III został przekonany, że armia francuska była niezwyciężona, a pewne zwycięstwo podniesie wśród ludności jego upadający prestiż. Bezpośrednią przyczyną wybuchu wojny była próba osadzenia przez Ottona von Bismarcka na wolnym tronie Hiszpanii pruskiego księcia – Leopolda von Hohenzollern-Sigmaringen. Francja zamierzała nie dopuścić do uzyskania przez Prusy wpływów w Hiszpanii i w efekcie otoczenia Francji. Natomiast pośrednio wojna była wynikiem toczącej się rywalizacji Francji i Prus o dominację w Europie.
Wojnę zakończono podpisaniem 10 maja 1871 traktatu pokojowego we Frankfurcie. Skutkami wojny dla Francji były: wypłata państwu pruskiemu odszkodowania, ostateczne zniesienie monarchii (obalenie cesarstwa) we Francji i ustanowienie republiki oraz utrata bogatych, granicznych krain Alzacji i Lotaryngii, odebranych wcześniej Świętemu Cesarstwu Rzymskiemu. W Europie powstało nowe cesarstwo – Cesarstwo Niemieckie. Przegranie wojny przez Francję, a w konsekwencji zamiar odzyskania Alzacji i Lotaryngii był jedną z przyczyn wybuchu I wojny światowej w 1914. Z kolei naczelne dowództwo pruskie uważało wówczas, że Francję ponownie uda się tak łatwo i szybko rozbić, jak w drugiej połowie XIX wieku.

## Przyczyny wojny

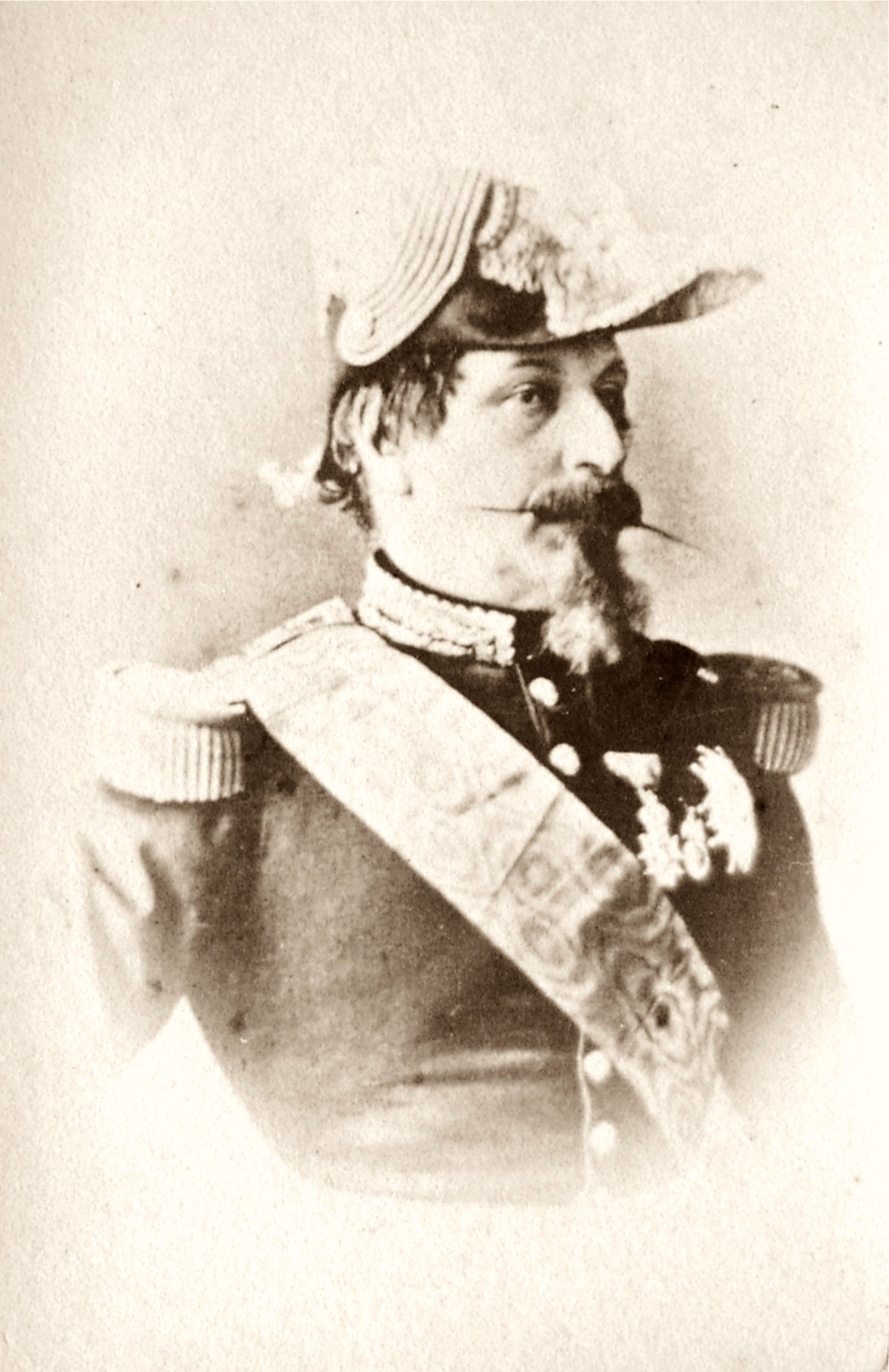
Napoleon III Bonaparte

Początków rywalizacji Francji i Niemiec można doszukiwać się w podziale imperium Karola Wielkiego w 843. Jednak jej nowoczesne przejawy miały swe źródło w wojnach rewolucji francuskiej. Francuzi zapamiętali dwa niemieckie mocarstwa – Prusy i Austrię – jako najeźdźców z lat 1793 i zwycięzców wojen kończących epokę napoleońską, zaś w pamięci tych ostatnich Francuzi zapisali się jako okupanci z lat 1805–1813.
W okresie po upadku Napoleona Bonaparte konflikt niemiecko-francuski znalazł się w fazie uśpienia. Ujawnił się przed 1840, kiedy to ponowienie przez Francję pretensji do granicy na Renie wywołało burzę protestów w podzielonych wówczas Niemczech. Gdy w 1848 wybuchła w Niemczech rewolucja, tzw. Wiosny Ludów, Francję ponownie – jak w okresie Wielkiej Rewolucji – uznano za źródło wewnętrznych niepokojów. Gdy premierem Prus został Otto von Bismarck, konflikt zaostrzył się. Bismarck dążył do zjednoczenia Niemiec pod egidą swojego kraju (Prus, które wówczas były już najsilniejszym spośród wszystkich państw niemieckich). W 1864 w wojnie duńskiej Prusy wraz z Austrią zdobyły, kosztem Danii, Szlezwik-Holsztyn. W 1866 Bismarck zaatakował niedawnego sojusznika, który po przegranej bitwie pod Sadową musiał zrzec się roszczeń do Szlezwiku-Holsztynu i dodatkowo wypłacić Prusom kontrybucję, w wysokości 40 mln pruskich talarów. Istniejący Związek Niemiecki został zastąpiony Związkiem Północnoniemieckim. Jego kanclerzem został Otto von Bismarck.
Bezpośrednią iskrą, która uruchomiła wybuch konfliktu, stała się sprawa tzw. depeszy emskiej (z 13 lipca 1870). 19 lipca 1870 Napoleon III (ur. 1808, zm. 1873) wypowiedział wojnę Prusom.

## Koncentracja
Wojna ta miała ujawnić wyższość pruskiego systemu mobilizacyjnego opartego na powszechnym obowiązku służby wojskowej i na transporcie kolejowym. Francja posiadała natomiast armię zawodową, a reformy wzorowane na pruskich zostały rozłożone na lata. Skutkiem tego wojska niemieckie, zjednoczone pod pruskim dowództwem, liczyły szesnaście korpusów (dwanaście pruskich, dwa bawarskie, jeden wirtembersko-badeński i jeden saski), a francuskie teoretycznie (bo niektóre wciąż były w stadium organizacji) osiem korpusów, rozwiniętych z istniejących trzech na stopie pokojowej.
Prusy podzieliły swoje siły na trzy armie:

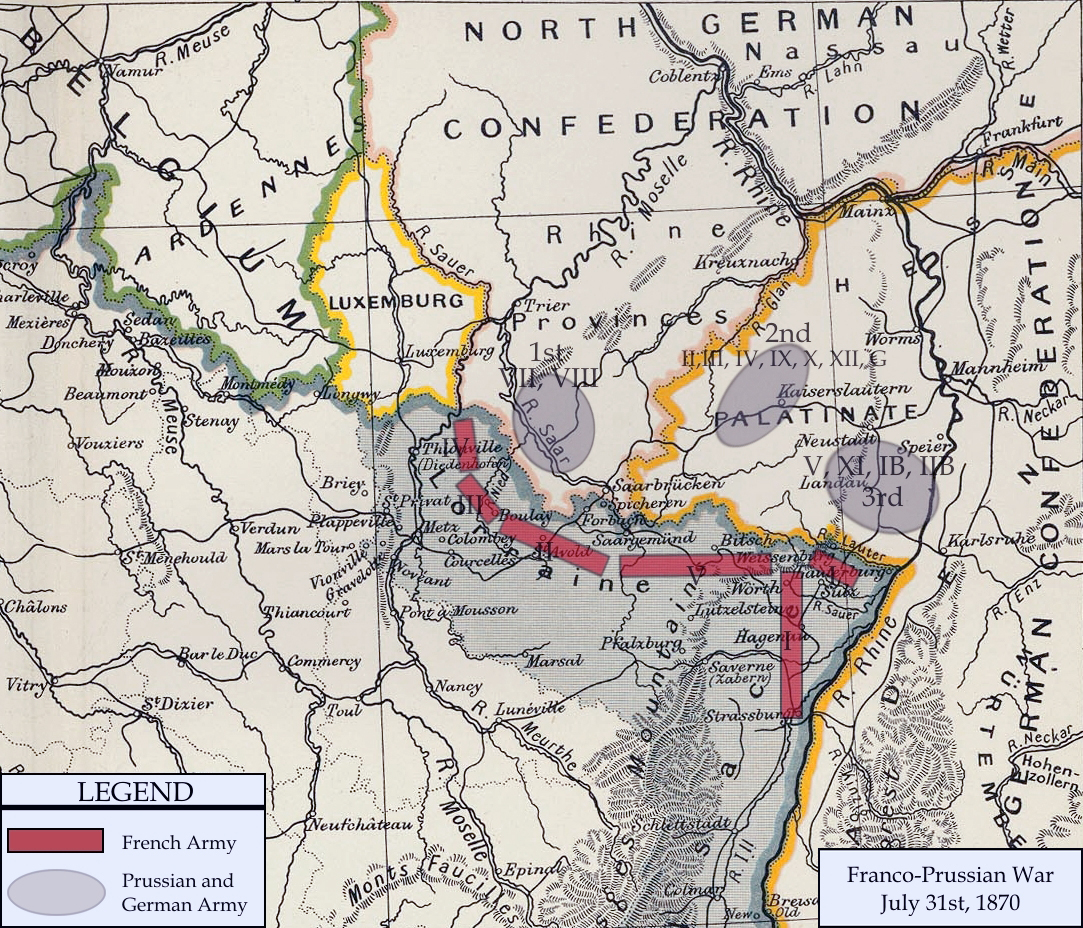
Koncentracja wojsk wzdłuż granicy, 31 lipca 1870

- I Armia pruska. Dowódca generał Karl Friedrich von Steinmetz. Miejsce koncentracji między Trewirem i Saarlouis
- II Armia pruska. Dowódca książę Fryderyk Karol. Miejsce koncentracji: Moguncja
- III Armia mieszana jednostki z Prus, Bawarii, Saksonii, Badenii i z Wirtembergii. Dowódca książę Fryderyk Pruski, następca tronu. Miejsce koncentracji między Landau in der Pfalz, a Karlsruhe.

Łącznie Prusy skoncentrowały ponad 460 tys. piechoty, 56 tys. kawalerii i około 1,6 tys. dział.
Francja podzieliła swoje siły na dwie armie:
- Armia Alzacji. Dowódca marszałek Mac Mahon. Miejsce koncentracji między Belfort, a Strasburgiem.
- Armia Lotaryngii. Dowódca marszałek Bazaine. Miejsce koncentracji między Bitche, a Thionville.

Skoncentrowano około 200 tys. piechoty i 25 tys. kawalerii. Armia francuska miała oparcie w silnych twierdzach Metz, Sedan, Bitche i Belfort.
Jednocześnie, zgodnie z planem wojny, z Cherbourga wysłano eskadrę pięciu pancerników i jednego awizo pod dowództwem admirała Bouet-Willaumera, do blokowania Hamburga i portu wojennego Wilhelmshaven. Przewidywano (po uzyskaniu zgody Danii) przejście jednostek na Bałtyk i wysadzenie desantu morskiego na Pomorzu. Prusy mogły przeciwstawić tej eskadrze tylko jeden pancernik.

## Początek wojny

### Armia Alzacji

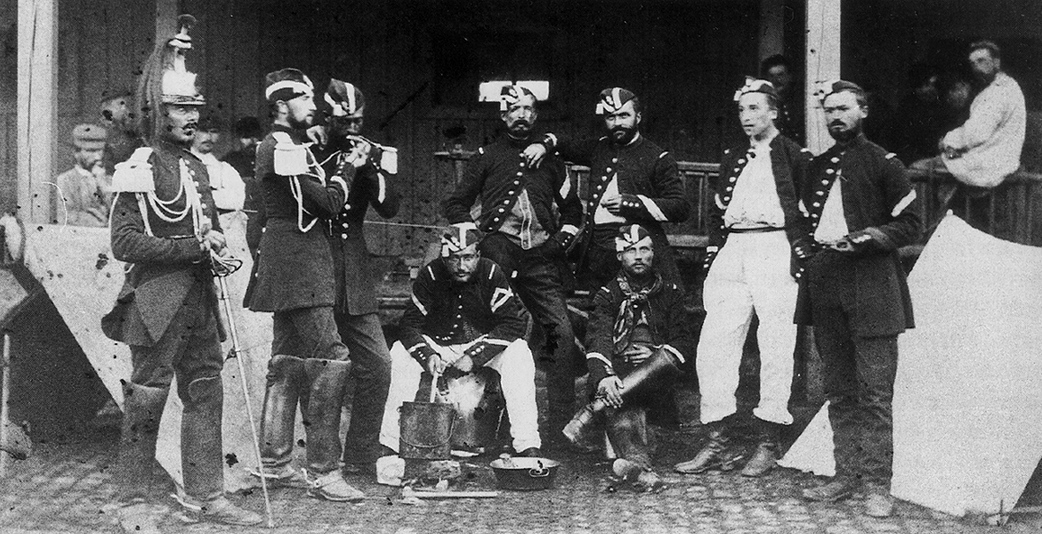
Francuscy kirasjerzy w Metz, 1870

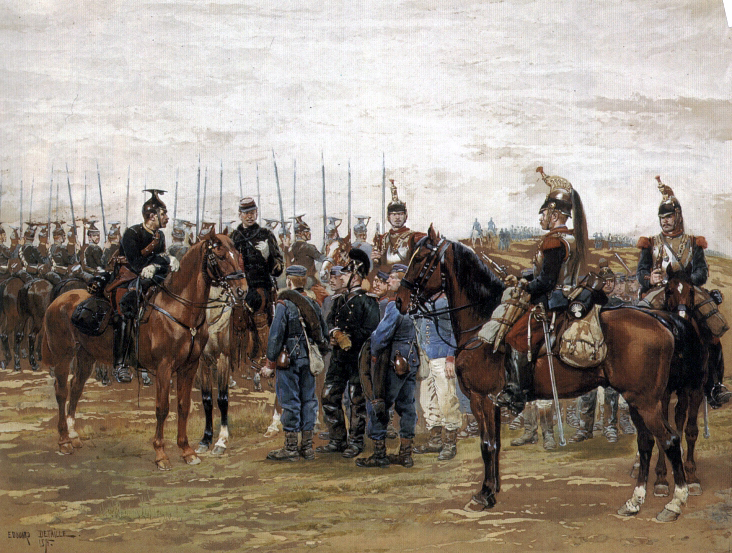
Francuscy lansjerzy oraz kirasjerzy pilnują pojmanych bawarskich żołnierzy

28 lipca 1870 Napoleon III przybył do Metzu i objął dowództwo nad skoncentrowanymi armiami. W tym samym czasie Wilhelm I Hohenzollern przybył do Moguncji i objął dowództwo nad siłami pruskimi.
2 sierpnia 2. korpus francuski, pod dowództwem generała Frossarda, przekroczył granicę i przemieszczał się w kierunku Saarbrücken. Francuzi nie podjęli próby zdobycia miasta, zadowalając się jedynie jego ostrzelaniem z dział.
4 sierpnia siły pruskie wkroczyły do pierwszych miejscowości alzackich. Były to wsie Lauterburg i Niederbronn. Jednostkami rozpoznawczymi w czasie tej operacji dowodził kapitan graf Ferdinand von Zeppelin – późniejszy twórca sterowców.
5 sierpnia jednostki prusko-bawarskie (w sile około 40 tys. ludzi) zaatakowały jednostki francuskie (w sile około 10 tys. ludzi), skoncentrowane w okolicach Wissembourga. Był to początek bitwy pod Wörth (według terminologii niemieckiej czy też Froeschwiller według terminologii francuskiej). Bitwa zakończyła się wieczorem, 6 sierpnia klęską Francuzów. Nie pomogło poświęcenie brygady kirasjerów generała Michela wzmocnionej pułkiem lansjerów, która została prawie całkowicie zniszczona podczas szarży na umocnioną wieś Morsbronn i pułku żuawów broniących z bagnetem w ręku wsi Froeschwiller. Pułk ten stracił w czasie tej bitwy 1580 z 2190 żołnierzy oraz 40 oficerów z 65 stanowiących stan wyjściowy jednostki. Armia Alzacji marszałka Mac Mahona została zmuszona do odwrotu w kierunku obozu warownego w Châlons-sur-Marne.
Straty francuskie w tej bitwie wyniosły ok. 11 tys. zabitych i rannych oraz 9 tys. wziętych do niewoli. Prusy okupiły zwycięstwo stratą 10,6 tys. ludzi.

### Armia Lotaryngii

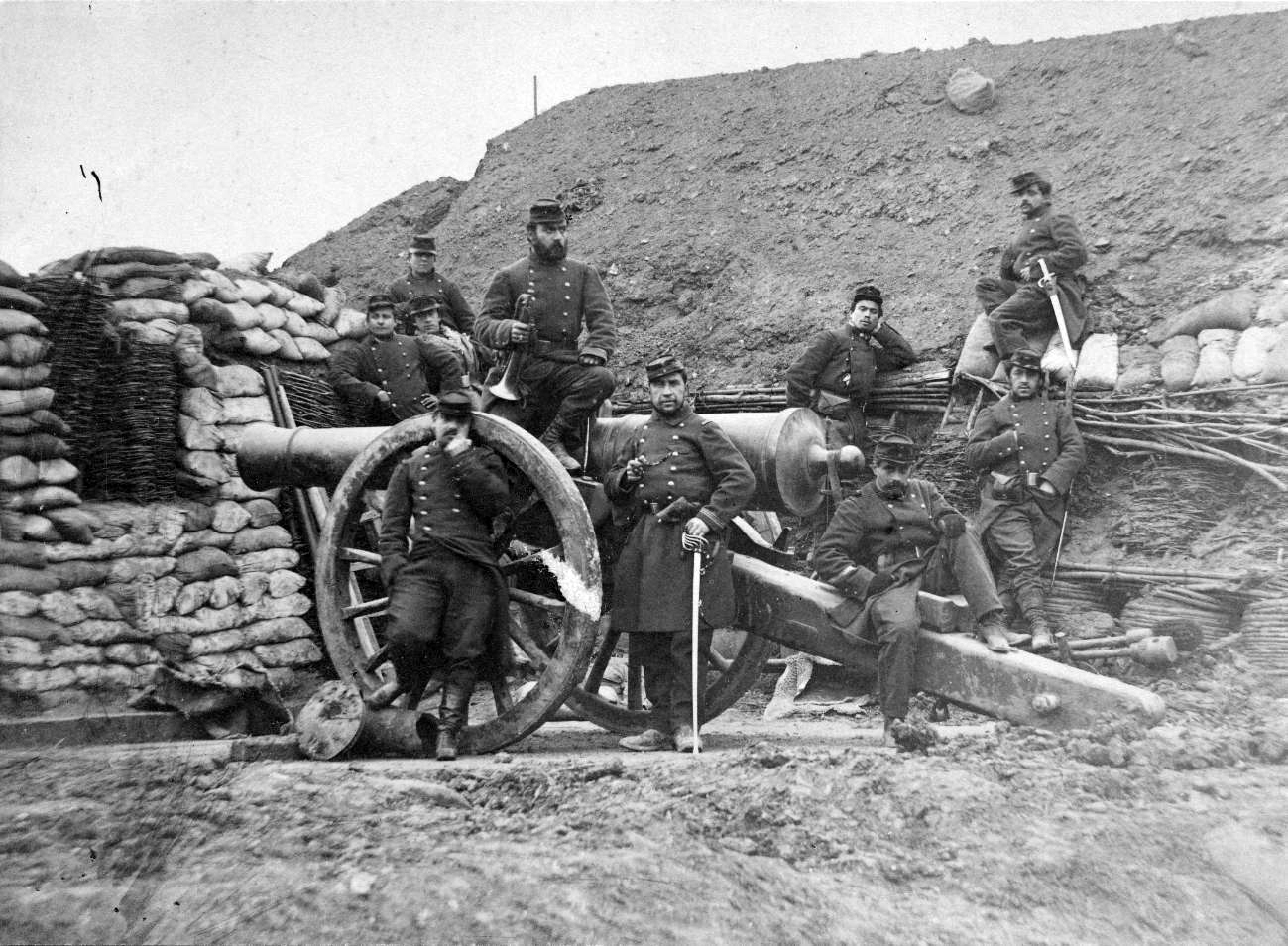
Francuskie działo podczas wojny, 1870

6 sierpnia 1870 I armia pruska przeprowadziła kontratak na korpus generała Frossarda.
W okolicach wsi Spicheren doszło do decydującego starcia. Po całodziennej bitwie Prusacy zepchnęli Francuzów. Zwycięstwo zostało okupione stratą 4300 żołnierzy. Przyczyną klęski Francuzów był zupełny brak współdziałania ze strony marszałka Bazaine’a, dowódcy pozostającego w pobliżu 3. korpusu.
W efekcie wojska pruskie otworzyły sobie drogę na zachód. Zdobyły twierdzę Phalsburg, przecięły linię kolejową Paryż – Metz i okrążyły Strasburg.
12 sierpnia Napoleon III przekazał dowództwo marszałkowi Bazaine’owi i opuścił Metz, udając się do obozu warownego Châlons-sur-Marne.
Nastąpiła reorganizacja sił francuskich. Powstała armia Châlons dowodzona przez marszałka Mac Mahona i armia Renu dowodzona przez marszałka Bazaine.
Prusacy kontynuowali natarcie po linii Metz – Verdun – Paryż. Doszło do kolejnych bitew. Sytuacji Francuzów nie poprawiła nierozstrzygnięta bitwa w rejonie Colombey – Borny (14 sierpnia). Prusacy ponieśli straty 6100 zabitych i rannych, a Francuzi 3900 zabitych i rannych, ale w całokształcie sytuacji był to dalszy ciąg francuskiego odwrotu.
16 sierpnia doszło do bitwy pod Mars-la-Tour – Rezonville. Wojska francuskie miały przewagę liczebną 140 tysięcy ludzi, przeciwko 90 tys. wojsk pruskich. Francuzi utrzymali pozycje, ale w nocy wycofali się z braku amunicji. Straty wyniosły 15,8 tys. ludzi po stronie niemieckiej i 17 tys. ludzi po stronie francuskiej.
18 sierpnia doszło do najkrwawszej bitwy tej wojny – bitwy pod Gravelotte – Saint-Privat. Przegrana francuska zadecydowała o okrążeniu armii Renu w Metzu. 20 sierpnia, Metz został całkowicie okrążony. Straty niemieckie w tej bitwie wyniosły ponad 20 tys. ludzi, Francuzi stracili około 12 tys. żołnierzy.
Pomiędzy 31 sierpnia a 1 września 1870 rozegrała się bitwa pod Noiseville. Francuska armia, dowodzona przez François Achille Bazaine, wyruszyła z Metzu i spotkała się z 2. armią pruską, dowodzoną przez księcia Fryderyka Karola. Po początkowych sukcesach w ciągu dnia, Francuzi zostali zmuszeni do ponownego odwrotu do miasta Metz po tym jak Prusacy odpowiedzieli kontratakiem na siły francuskie, który nastąpił następnego dnia. Ogólne straty francuskie wyniosły 3379 zabitych żołnierzy oraz 145 oficerów, natomiast Prusacy stracili 2800 żołnierzy oraz 126 oficerów.

## Przygotowania do obrony Paryża

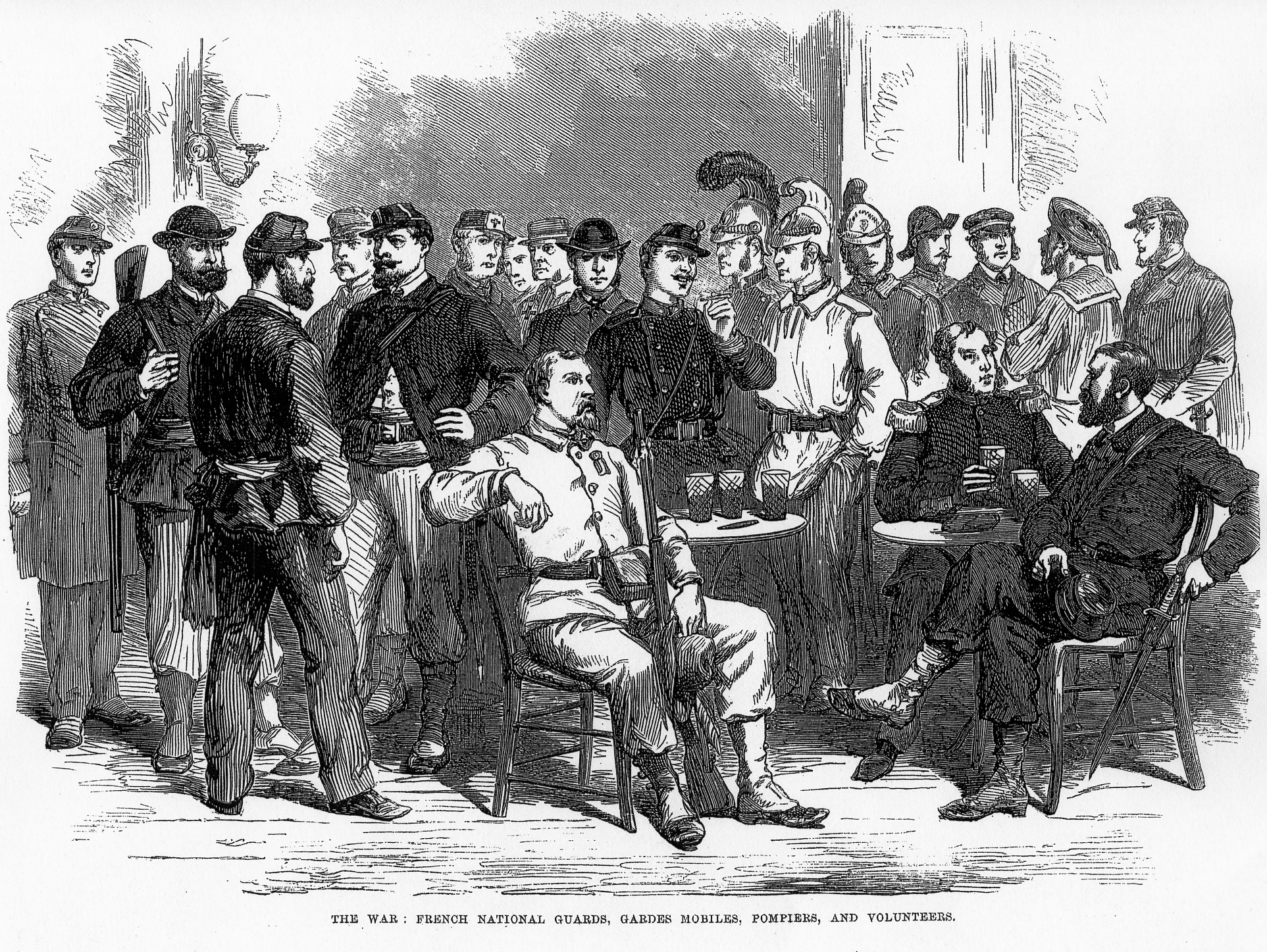
Obrońcy Paryża: żołnierze Gwardii Narodowej, Gwardii Narodowej Terytorialnej, strażacy i ochotnicy

W związku z sytuacją na froncie już 10 sierpnia rozpoczęto przygotowania do obrony Paryża.
Obronę oparto o linię fortów i murów obronnych miasta. Forty posiadały silną artylerię – w sumie około 2500 armat wszystkich kalibrów. Jednostki liniowe uzupełniano rezerwami. Z portów Brest, Rochefort i Tulon ściągnięto jednostki marynarzy przygotowywanych do desantu morskiego na Pomorzu i to oni obsadzili forty. Obronę międzypól powierzono gorączkowo organizowanym jednostkom Gwardii Narodowej, ściąganej z prowincji. Zmobilizowano też celników i służby leśne. Obronę murów powierzono utworzonej na tę okazję Gwardii Narodowej Terytorialnej (Garde Nationale Sédentaire).
18 sierpnia Napoleon III mianował generała Louisa Trochu gubernatorem Paryża. Mimo przygotowań do obrony, generał Cousin-Montauban hrabia Palikao zabrał z Paryża 20 tys. piechoty liniowej i wysłał ją na pomoc otoczonej armii Renu.

## Upadek Cesarstwa
23 sierpnia armia Châlons, na czele z Napoleonem III i marszałkiem Mac Mahon, opuściła obóz w Châlons-sur-Marne i ruszyła na północ, w celu udzielenia pomocy okrążonej armii Renu. Nie doszło jednak do współdziałania i po bitwie pod Beaumont sama została okrążona pod Sedanem przez wojska pruskie, bawarskie, saskie i wirtemberskie.

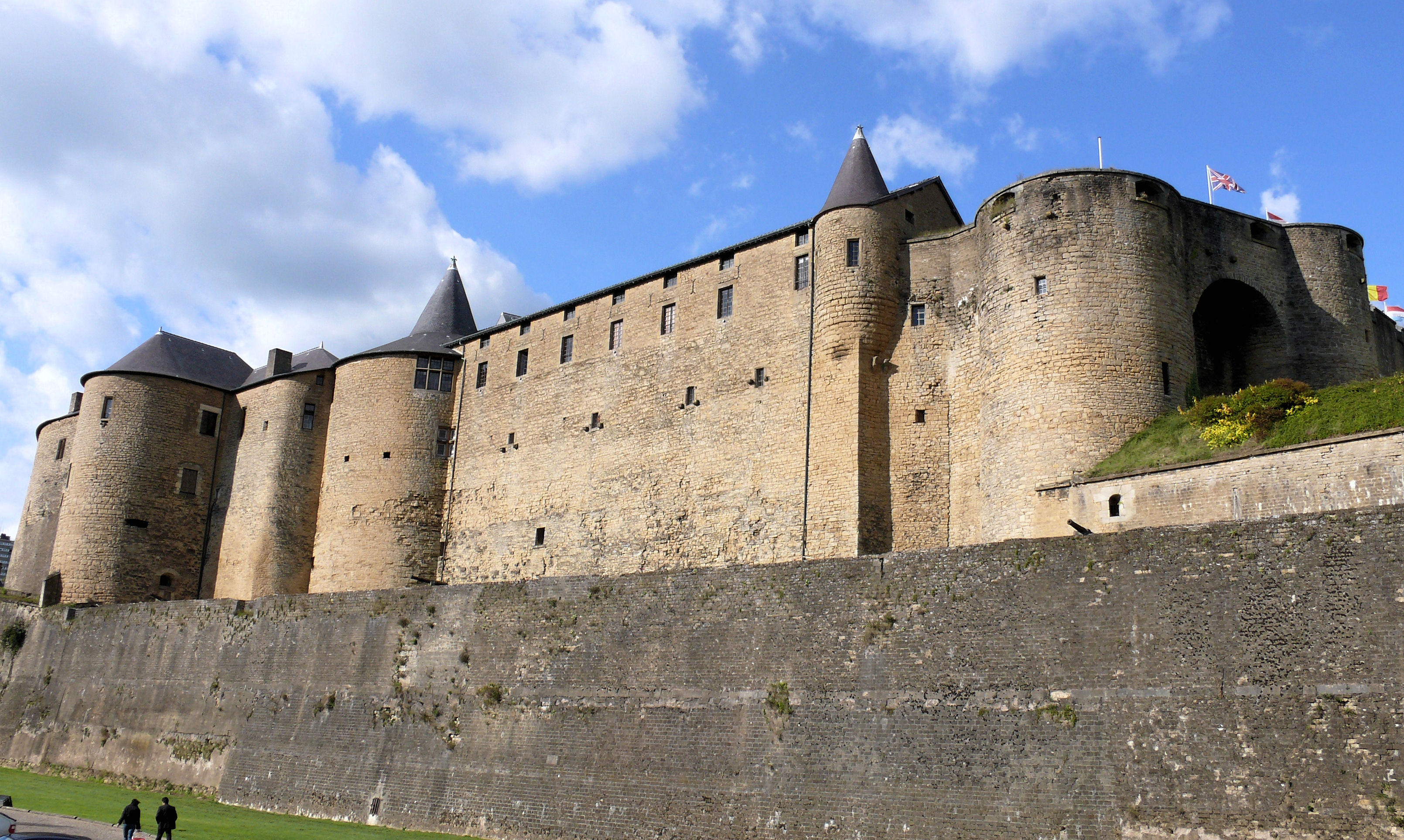
Zamek w Sedanie – element fortyfikacji obronnych Francuzów w bitwie pod Sedanem

Doszło do zaciętych walk i stoczenia bitwy pod Sedanem. Już na samym początku bitwy został ranny marszałek Mac Mahon. Nie pomogło Francuzom zaangażowanie brygady kawalerii afrykańskiej generała Margueritte, która w wielokrotnych szarżach próbowała otworzyć drogę w kierunku Belgii. Generał Margueritte został ciężko ranny (w wyniku tych ran zmarł później w Belgii), a brygada została zdziesiątkowana. Po paru nieudanych próbach przebicia się, zamknięta w Sedanie, pozbawiona amunicji i żywności 80 tys. armia francuska skapitulowała 2 września 1870. Do niewoli dostał się Napoleon III wraz z Mac Mahonem i 39 generałami. Prusacy wzięli do niewoli około 75 tys. jeńców.
Wojna na wschodzie została przez Francuzów przegrana. Broniła się jeszcze otoczona w Metzu armia Renu, która skapitulowała 28 października i twierdze Belfort i Bitche. Belfort skapitulował na polecenie rządu francuskiego już po zawieszeniu broni 18 lutego 1871, a Bitche jeszcze później, bo dopiero 12 marca 1871.

## Wojna Republikańska (Obrona Narodowa)

### Oblężenie Paryża
Po upadku Cesarstwa, 4 września 1870 Francja proklamowała powstanie III Republiki. Powstał Rząd Obrony Narodowej. Generał Louis Trochu został mianowany prezydentem, zaś Leon Gambetta ministrem wojny i spraw wewnętrznych. Pierwszymi decyzjami nowego rządu było mianowanie nowych władz administracyjnych dla poszczególnych departamentów, wzmocnienie obrony Paryża i zgromadzenie dostatecznego na potrzeby oblężenia zaopatrzenia. Nikt nie pomyślał wcześniej o konieczności ewakuacji ludności cywilnej z miasta. Podejmowane w ostatniej chwili próby ewakuacji pozwoliły wyprowadzić z Paryża około 100 tys. ludzi. W mieście pozostało około 2,3 mln mieszkańców. Wobec zagrożenia oblężeniem zdecydowano się też na wysłanie części rządu do Tours, poza zasięg przewidywanych walk.

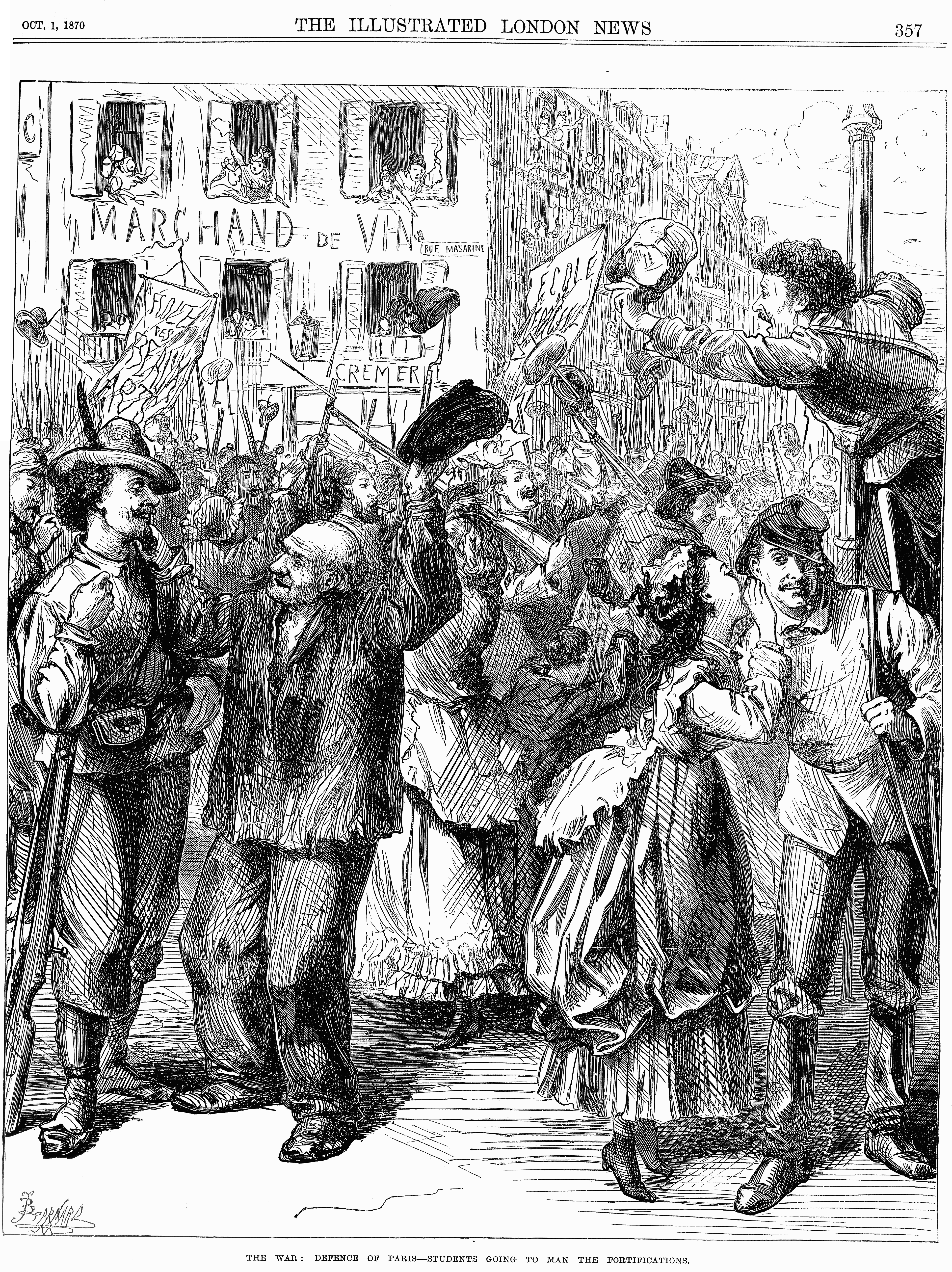
Obrona Paryża – studenci idący obsadzić barykady

Teoretycznie do obrony Paryża zmobilizowano 450 tys. żołnierzy, ale tylko ich część przedstawiała realną siłę. Było to 80 tys. żołnierzy armii regularnej, zebranych z rozbitych 13 i 14 korpusu armijnego i 14 tys. marynarzy marynarki wojennej.
Reszta to jednostki Gwardii Narodowej zmobilizowanej z różnych departamentów, Gwardii Narodowej Terytorialnej z Paryża i „Francs-tireurs” – ochotników uzbrojonych własnym kosztem.
Jednostki pruskie, pod dowództwem generała Helmuta von Moltke, miały okrążyć Paryż z kierunku południowo-zachodniego, zaś jednostki saksońskie pod dowództwem księcia Alberta Saskiego od północy, z zadaniem odcięcia Paryża od zachodu.

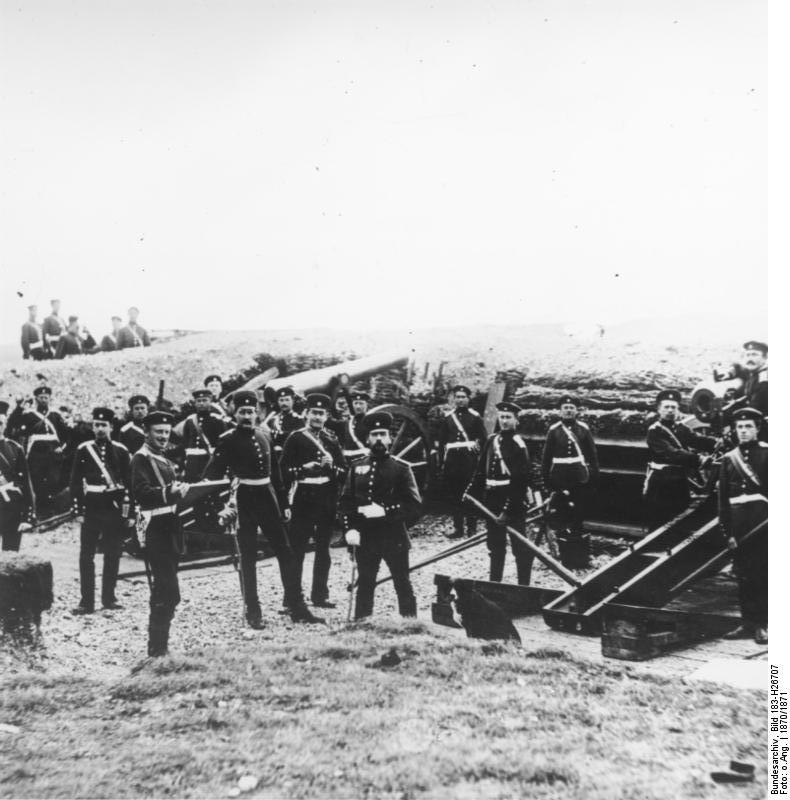
Pruska artyleria podczas oblężenia Paryża, 1870

15 września przybył do Paryża generał Auguste Aléxandre Ducrot, który wykazał się w bitwach pod Froeschwiller, Sedanem i Pont a Mousson. Jego zdaniem należało za wszelką cenę utrzymać wzgórza pod Chatillon, kluczowe dla utrzymania Wersalu i uniemożliwienia bezpośredniego ostrzału Paryża. Generał Trochu uległ namowom, ale oddelegował zbyt małe siły, w efekcie rozegrana 19 września bitwa zakończyła się przegraną Francuzów, opanowaniem przez Prusaków Wersalu i okrążeniem Paryża. Tego samego dnia rozpoczęło się oblężenie Paryża, które trwało do poddania się miasta 28 stycznia 1871.
Siły armii niemieckich szybko urosły do około 400 tys. żołnierzy i składały się z korpusów armijnych pruskich, bawarskich, wirtemberskich i saskich. Wojska niemieckie zadowoliły się okrążeniem Paryża i nie podejmowały akcji ofensywnych, umacniając swoje pozycje. Bierni pozostali również Francuzi, którzy poprzestali na dwóch próbach ataków 3 października pod Malmaison i Chevilly. Niepokoili przeciwnika „Francs-tireurs”. Te niezdyscyplinowane i często pijane jednostki ochotników prowadziły swojego rodzaju działania partyzanckie, atakując miejsca postoju jednostek niemieckich.
5 października do Wersalu przybyli król Wilhelm I, Helmuth Karl Bernhard von Moltke i Otto Eduard Leopold von Bismarck i zainstalowali tam naczelne dowództwo połączonych armii niemieckich.
Niemcy przygotowywali się systematycznie do oblężenia, potrzebą chwili było przywrócenie komunikacji kolejowej między wschodem a Paryżem. Stało się to możliwe po kapitulacji twierdz Strasburg i Toul, ale z uwagi na zniszczenia i działalność partyzancką „Francs-tireurs” i „Corps Francs” linia zaczęła działać dopiero pod koniec listopada.
7 października Leon Gambetta wydostał się balonem z Paryża, aby wzmocnić działania „delegacji rządowej” w Tours.

### Reorganizacja obrony
Powstanie III Republiki zostało dobrze i pozytywnie przyjęte przez olbrzymią większość Francuzów. Klęski, które poniosła Francja, nie osłabiły chęci do obrony kraju.
W Paryżu działał rząd i jego „delegacja” w Tours. Łączność między tymi miejscowościami była utrzymywana poprzez zatopioną w Sekwanie linię telegraficzną Paryż – Rouen. Po wykryciu linii przez Prusaków komunikacja odbywała się poprzez balony i gołębie pocztowe. Z wysłanych 65 balonów, 47 dotarło do celu. Niepomyślny wiatr znosił balony daleko od miejsca przeznaczenia. Jeden z nich wylądował aż w Norwegii. Mimo to udało się wysłać z Paryża kilku polityków, którzy wzmocnili działania „delegacji rządowej”. Poza Gambettą z tej formy podróży skorzystali również: Ranc, Kératry, Dubost i Ribot. Różne źródła podają sprzeczne liczby wykorzystanych gołębi pocztowych. Do celu dotarło od 59 do 407 gołębi. Wykorzystano technikę mikrofilmów do zmniejszenia wielkości przenoszonych przez nie meldunków.
Zgodnie z poleceniami rządu, prefekci formowali nowe jednostki Gwardii Narodowej Zmobilizowanej. Wydano polecenia przybycia do metropolii pozostającym jeszcze w Algierii (ówcześnie część Francji) jednostkom armii regularnej. Były jednak też trudności. Brakowało uzbrojenia dla nowo formowanych jednostek, uzbrajano je więc w coraz starszą broń. Podjęto starania o nabycie broni w Belgii, Wielkiej Brytanii i Stanach Zjednoczonych. Ocalałe jednostki armii regularnej też wymagały zaopatrzenia w sprzęt i materiały. Bałaganu dopełniały oddziały „Francs-tireurs” – bitne i gotowe do poświęceń, ale nie uznające autorytetów.
Zorganizowano 11 obozów grupujących i szkolących nowo powstające jednostki. Znajdowały się one w następujących miejscowościach: Bordeaux, Cherbourg, Clermont-Ferrand, Conlie, La Rochelle, Les Alpines, Montpellier, Nevers, Sait-Quen, Santhonay i Tuluza.
Podjęto decyzję o sformowaniu czterech nowych armii komponowanych z ocalałych jednostek armii regularnej i Gwardii Narodowej Zmobilizowanej. Były to: Armia Wschodnia (przewidywanym dowódcą był generał Cambriel), Armia Zachodnia (przewidywanym dowódcą był generał Fiereck), Armia Loary (przewidywanym dowódcą był generał La Motte-Rouge) i Armia Północna (od grudnia 1870 dowódcą był generał Faidherbe).
Celem nadrzędnym tych działań było przerwanie oblężenia Paryża. Według planów rządu miały tego dokonać Armia Wschodu i Armia Loary.

### Dalsze walki na wschodzie

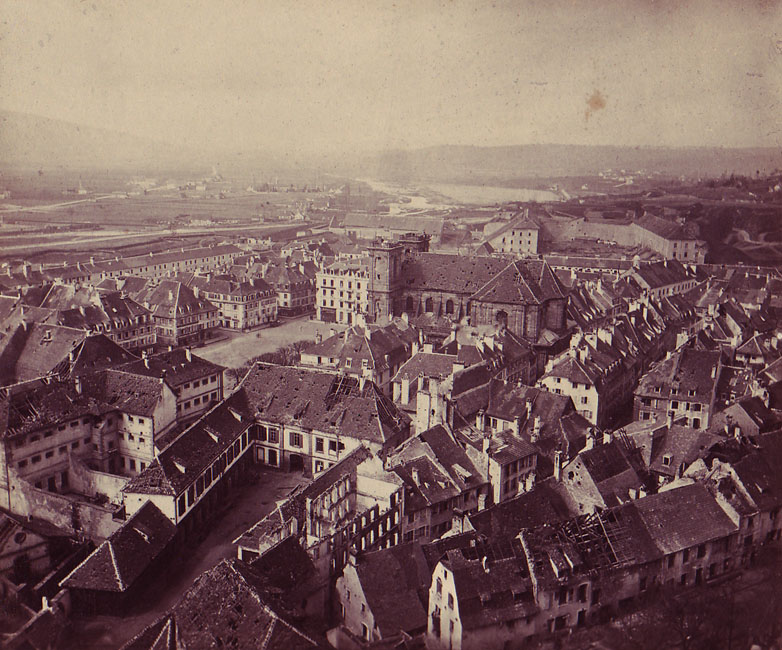
Zniszczone Belfort

Kapitulacja twierdzy Strasburg uwolniła 40 tysięcy żołnierzy bawarskich i badeńskich oblegających dotychczas to miasto. Dowodzący nimi generał von Werder rozpoczął ofensywę w kierunku południowo-zachodnim, zajmując kolejno Selestat, Colmar, Miluzę i Altkirch, podchodząc aż do twierdzy Belfort. Jednocześnie jednostki niemieckie sforsowały Wogezy i w okresie od 6–12 października starły się z jednostkami francuskimi w rejonie Epinal. Przegrana bitwa zmusiła Francuzów do wycofania się z rejonu Wogezów.
Gambetta zdecydował się na zmianę dowódcy Armii Wschodu. Rannego generała Cambriel zastąpił Giuseppe Garibaldi, zaś dowódcą twierdzy Belfort mianowano pułkownika Aristide′a Denferta-Rochereau.
Pierwszym zadaniem postawionym Garibaldiemu było odzyskanie linii Wogezów, zadanie niewykonalne, ponieważ w tym momencie generał Werder zagrażał już miastu Dijon. Garibaldi kontynuował więc odwrót zapoczątkowany przez generała Cambriel.
W poszukiwaniu zaopatrzenia, wojska niemieckie oblegające Paryż wysyłały oddziały kawalerii do Normandii.
Jedną z pierwszych jednostek, która rozpoczęła stawiać im opór, był składający się z żołnierzy Gwardii Narodowej i „Francs-tireurs” oddział pułkownika de Lipovskiego.
Bałagan informacyjny i fałszywe pogłoski o marszu jednostek nieprzyjaciela na Orlean, doprowadziły w dniu 24 września 1870 do opuszczenia tego miasta przez Francuzów. Wojska francuskie wróciły tam po trzech dniach, po otrzymaniu wiadomości, że miasto nie zostało zajęte przez nieprzyjaciela. Ostatecznie Orlean został zajęty przez Prusaków 11 października. Wydarzenia te spowodowały odsunięcie od dowodzenia dotychczasowego dowódcy Armii Loary generała La Motte-Rouge i mianowanie na jego miejsce generała D’Aurelle.
29 października 1870 skapitulował broniony przez marszałka Bazaine Metz. Kapitulację poprzedziły rozruchy części młodszych oficerów, Gwardii Narodowej i mieszkańców Metz, pragnących bronić się dalej, mimo katastrofalnego zaopatrzenia w żywność i amunicję.
Do niewoli dostało się sto kilkadziesiąt tysięcy żołnierzy armii regularnej i Gwardii Narodowej, na czele z marszałkami Bazaine, Canrobert i Le Boef, generałami Changenier, Cissey, Clinchant, Coffinières, Desvaux, Frossard, Jarras, Ladmirault i Soleille. Kapitulacja Metz wyeliminowała z walki ponad dwukrotnie więcej żołnierzy francuskich, niż klęska pod Sedanem.
Na wschodzie w rękach francuskich pozostały okrążone twierdze Bitche i Belfort.

### Rewolta w Paryżu
31 października, na skutek niepomyślnych wiadomości z frontu, jak również małej skuteczności działań w obronie Paryża (między innymi utratą Bourget), mieszkańcy Paryża wzniecili rewoltę. Opanowano wiele gmachów publicznych, między innymi budynek merostwa. Domagano się ustąpienia niesprawnych wojskowych i polityków, chciano proklamować komunę. Rozruchów nie poparły jednak wojska regularne i poza nielicznymi wyjątkami Gwardia Narodowa Zmobilizowana. Poparła je tylko Gwardia Narodowa Terytorialna, a to było za mało, aby obalić władze. Dokonano kilku zmian we władzach Paryża i wojsku. Około 2 listopada przywrócono porządek. Represje były łagodne i skierowane głównie w skrajną lewicę, ale i tu działania policji były powolne i często nieskuteczne.

### Zwrot zaczepny Armii Loary

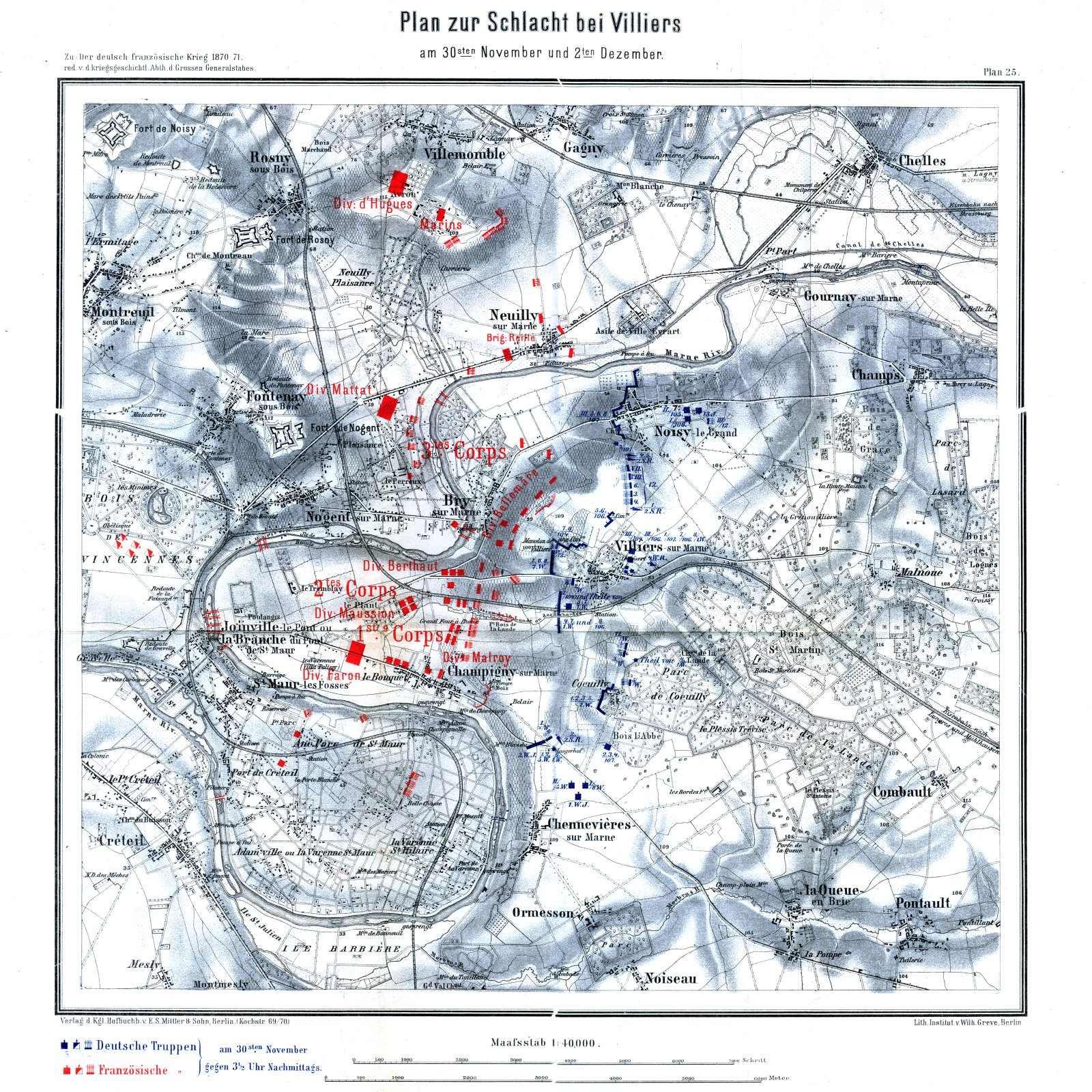
Bitwa pod Villiers-sur-Marne koło Paryża (30.11–2.12 1870)

W zaistniałej sytuacji Gambetta zamiast oczekiwać na wzmocnienie wojsk państw niemieckich jednostkami, które oblegały Metz zdecydował się na zwrot zaczepny.
Nie mogła temu służyć uwikłana w walki odwrotowe Armia Wschodu (formalnie ciągle nazywana Armią Wogezów), ani osłaniająca strategicznie niezwykle ważne wybrzeża kanału La Manche i Morza Północnego Armia Północy.
Pozostała do dyspozycji Armia Loary i to ona miała rozpocząć atak, z nadzieją na odblokowanie Paryża.
Ofensywa rozpoczęła się 9 listopada 1870. Na lewym skrzydle od Blois w kierunku na Pithiviers posuwał się 16 korpus przybyłego z Afryki generała Chanzy, na prawym skrzydle jednostki generała Pallières miały sforsować Loarę w Gien i posuwać się w kierunku Orleanu.
10 listopada jednostki generała Chanzy starły się z wojskami bawarsko-pruskimi w okolicach miejscowości Patay i Coulmiers. Oddziały państw niemieckich zostały zmuszone do wycofania się. Jednocześnie postępy generała Pallières zmusiły wojska bawarskie do opuszczenia Orleanu, który został zajęty przez wojska francuskie.
Mimo tylko taktycznego znaczenia operacji, prasa okrzyknęła ją jako otwarcie drogi do Paryża.

## Rok 1871
9 stycznia 1871 miała miejsce bitwa pod Villersexel. Pruski generał August von Werder zaatakował francuskie pozycje, dowodzone przez generała Charles’a Denisa Bourbakiego, wokół miasta Villersexel. Oddziały pruskie szybko przemaszerowały przez most nad rzeką Ognon, a następnie około godziny 13 Prusacy zdobyli lokalny zamek (château). Francuzi jednakże przeprowadzili pomyślny kontratak z okolic Autrey-le-Vay i zmusili Prusaków do częściowego odwrotu.
Przeprowadzony kolejny francuski kontratak spowodował odbicie zamku przez Francuzów oraz przeniesienie walk na ulice Villersexel. Około godziny 3 w nocy oddziały francuskie przeprowadziły ostateczny atak na pozycję pruskie i zmusiły wojska von Werdera do wycofania się ponad 20 km w głąb własnych pozycji.
Po zwycięstwie nad Orleanem, Prusacy pod wodzą księcia Karola Fryderyka skierowali się w kierunku miasta Le Mans. Antonie Chanzy miał do dyspozycji około 150 tys. żołnierzy stacjonujących w mieście. Ciężar prowadzenia wojny przez regularne wojska francuskie spadł na siły Chanzy’ego, szczególnie po tym, jak Francuzi ponieśli klęski w bitwie pod Sedanem i oblężeniu Metz oraz w związku z trwającym oblężeniem Paryża. Francuska armia była zdemoralizowana oraz źle uzbrojona. W jej skład wchodzili m.in. rezerwiści i cywile, którzy byli uzbrojeni często w stare karabiny odprzodowe oraz działa. Większość francuskiej amunicji została zasypana w śniegu, ponieważ dowództwo francuskie kazało umieścić amunicję w przygotowanych okopach.
W dniach 10–12 stycznia 1871 rozegrała się bitwa pod Le Mans. Prusacy zaatakowali Francuzów od lewej flanki w okolicach rzeki Huisine. Próba francuskiego kontrataku została odparta atakiem Prusaków na prawej flance. Próba ataków oddziału dowodzonego przez Bernarda Jauréguiberry’ego również została odparta. W sytuacji niepowodzenia kontrataków oraz ataków z obu flank Francuzi zostali zmuszeni do wycofania się do Le Mans, które zostało zdobyte. Zdobycie Le Mans przez Prusaków oznaczało koniec oporu Francuzów w całej zachodniej Francji oraz wzdłuż rzeki Loary.
Pruska armia, pod wodzą cesarza Wilhelma I, rozpoczęła oblężenie Paryża. Pierwsza armia pruska, pod wodzą Karla von Goebena, miała zaatakować Paryż od północy. Von Goeben, maszerując ze swoją armią na północ, 19 stycznia 1871 napotkał pod miastem Saint-Quentin nieregularne siły francuskie pod wodzą Louisa Faidherbe. Rankiem 19 stycznia Prusacy zaatakowali i pokonali siły francuskie. Brak przełomu ze strony francuskiej oznaczał, że Paryż mógł spokojnie być ostrzeliwany przez Niemców, a Francuzi nie byli już zdolni do ataków, które mogły się temu przeciwstawić.
28 stycznia 1871 poddał się Paryż. 1 marca 1871 odbyła się w Paryżu niemiecka parada zwycięstwa.

## Działania na morzach

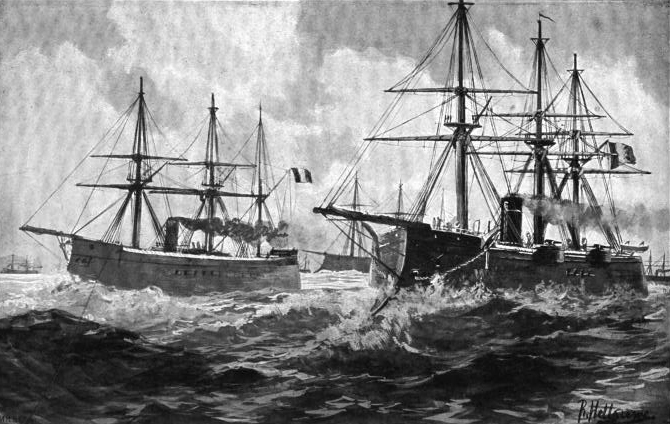
Francuskie okręty, 1870

Dowództwo francuskie przewidywało wybuch wojny i zaplanowało przeprowadzenie na Bałtyku poważnej operacji desantowej, która zmusiłaby nieprzyjaciela do odciągnięcia sił z frontu głównego. W Szlezwiku miał wylądować 40-tysięczny korpus, który zagroziłby północnym Niemcom. Dodatkowo Francuzi chcieli namówić Danię do współdziałania i rewanżu za przegraną wojnę w 1864. Marynarka wojenna Prus posiadała jedynie 3 pancerniki, wobec 18 francuskich, i nie miała żadnych szans w starciu z Francuzami na pełnym morzu. Marynarka francuska była jednak niedofinansowana, skutkiem czego był niski poziom wyszkolenia załóg. Po wybuchu wojny armia nie była już w stanie przydzielić odpowiedniej liczby żołnierzy do desantowania i operacji nie zrealizowano.
Flota francuska wykonała swoje podstawowe zadanie, jakim było przetransportowanie wojsk z Algierii. Następnie zablokowała niemieckie porty, wchodząc 2 sierpnia na Bałtyk i od 11 sierpnia 1870 kontrolując ujście rzeki Jade (Dolna Saksonia). Wciągnięcie do wojny Danii ostatecznie nie powiodło się, ponieważ Duńczycy nie chcieli podejmować ryzyka. Na Bałtyku miał miejsce minimalny kontakt zbrojny francusko-pruski i 22 września 1870 francuska eskadra definitywnie opuściła akwen.
Jedyne sukcesy floty francuskiej przyniosły działania sił lekkich. W czasie wojny zatrzymały 80 statków nieprzyjaciela, zadając pewne straty niemieckiej gospodarce. Jedynym poważniejszym starciem w wojnie oceanicznej była stoczona 9 listopada 1870 nierozstrzygnięta bitwa pod Hawaną. Niemiecka kanonierka „Meteor” zdemolowała tam francuski okręt „Bouvet”, jednak dowódca francuskiego Dywizjonu Pacyfiku tak szczelnie zablokował wybrzeża Ameryki Południowej, że „Meteor” do końca wojny nie mógł już wypłynąć z neutralnego portu.

## Rozejm i zakończenie wojny

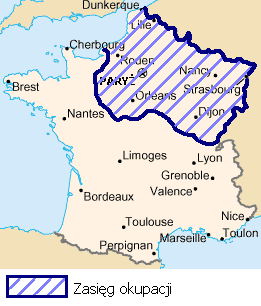
Okupacja niemiecka Francji po wojnie

28 stycznia 1871 zawarte zostało zawieszenie broni, a 26 lutego w Wersalu podpisano preliminaria pokojowe.
Po zakończeniu działań wojennych jeńcy powrócili do Niemiec, zaś Rzesza zarekwirowała sprzęt wojskowy Francji i nałożyła na pokonane państwo kontrybucję w wysokości 5 miliardów franków.
Od 28 stycznia 1871 teren Francji podzielony był linią demarkacyjną. Rozciągała się ona od Seine-Mündung (na południu), do Sarthe. Na wschodzie docierała do Bierzen, Clamech, Chagnh (do zamku) i dalej do Châlon, zaś na północy do Saône, a na południu do Lons-le-Saunier i Saint-Laurent oraz granicy ze Szwajcarią.
Wojnę zakończył pokój frankfurcki zawarty 10 maja 1871 we Frankfurcie nad Menem.
W ramach układu pokojowego Francja musiała oddać nowo powstałemu Cesarstwu Niemieckiemu terytoria Alzacji i część Lotaryngii o łącznej powierzchni 14 508 km² oraz zapłacić olbrzymią jak na tamte czasy sumę 5 miliardów franków w złocie. Do czasu spłaty kontrybucji wojska niemieckie stacjonowały w północnej Francji na koszt Francji.

## Konsekwencje wojny

Oddane terytoria Alzacji i część Lotaryngii

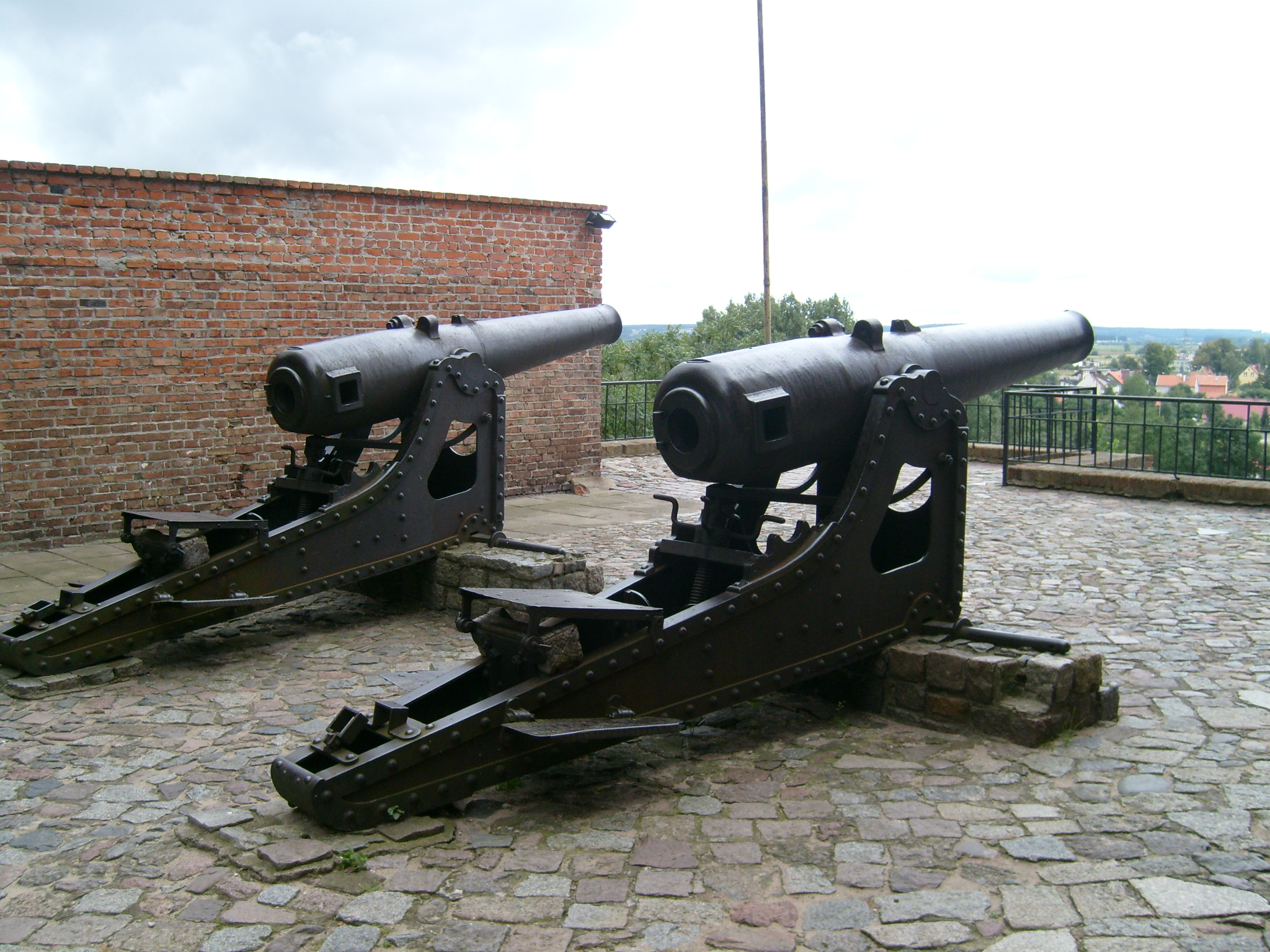
Dwie ciężkie francuskie armaty polowe z 1861 i 1863 roku, wyprodukowane w belgijskim Liège. Zostały zdobyte w wojnie francusko-pruskiej i ustawione w Kwidzynie jako symbol pruskiej przewagi militarnej. Szczęśliwie przetrwały lata I wojny światowej. Obecnie są eksponowane na dziedzińcu zamku w Kwidzynie

Wojna ukazała słabość francuskiej armii wobec Związku Niemieckiego, II Cesarstwo przekształcono w III Republikę Francuską, odsuwając przy tym Napoleona III od władzy.
Zostały wzniesione liczne pomniki dla upamiętnienia wojny. Między innymi w Monachium stanęła istniejąca do teraz monumentalna kolumna Anioła Pokoju (Friedensengel), by uczcić dwudziestopięciolecie pokoju.
Skutkiem przegranej była budowa pod koniec XIX wieku Systemu Séré de Rivièresa – francuskich fortyfikacji (linii obronnej) wzdłuż granicy francusko-niemieckiej.
Jednym z wyników wojny była zmiana części postanowień układu pokojowego w Paryżu (1856) przez traktat londyński (1871).
Odmowa uznawania przez armię niemiecką francuskich wolnych strzelców za stronę walczącą przyczyniła się do zwołania w 1874 r. międzynarodowej konferencji, na której uchwalono deklarację brukselską o prawach i obyczajach wojennych.